# Casa de Quinzala
Quinzala (Kinzala) ou Quinlaza (Kinlaza) era uma das casas governantes do Reino do Congo durante o século XVII. Foi uma das principais facções durante a Guerra Civil do Congo, juntamente com as Casas de Quimpanzo e Quincanga. São lembrados na tradição e são evocados em um provérbio, ainda corrente na década de 1920, Kinkanga, Kimpanzu ye Kinzala makukwa matatu malambila Kongo (Quincanga, Quimpanzo e Quinzala são as três pedras nas quais o Congo cozinhava).

## Etimologia
Em congo, a língua do Reino do Congo, o nome do canda é Nlaza. A forma de classe ki- / -i, que geralmente se refere à associação a uma categoria (e, portanto, inclui, por exemplo, nomes de aldeias) é Quinzala. Assim, a referência portuguesa à facção como a "Casa de Quinzala" pode ser entendida como a "Casa de Nlaza".

## Origem
As origens genealógicas exatas da linhagem Quinzala não são claras. No início do século XX, ter um “pai Nlaza” não indicava paternidade biológica, mas sim um membro do clã Quinzala. Por isso, as histórias relembram que Luqueni Luansanze era irmã de Pucuansucu (Mpuku a Nsuku). Essa mulher é provavelmente parente direta de Anna, filha de Afonso I, e é, portanto, a verdadeira progenitora dos Quinzalas que governariam Ambata, embora as fontes variem. O que se sabe ao certo é que descendem da linha de Afonso I e Álvaro III.
Sua origem reside na divisão da família real congolesa em três ramos separados, pelo menos já na década de 1620. A nobreza congolesa descende de ambas as linhas parentais. Da linha de Álvaro III veio a família Quimpanzo; de Pedro II vieram os Quincangas e, significativamente, da filha de Afonso I, Ana, veio o clã Quinlaza, que eram intimamente relacionados aos Quimpanzos, mas descendiam de um conjunto intermediário de parentes diferentes.
 